# Stockholm bymur
Stockholm bymure (svensk: Stockholms stadsmurar) var et middelalderligt forsvarssystem omkring den svenske by Stockholm, der skulle beskytte byen mod angreb fra alle sider. Mens der kun vides ganske lidt om opførelsen af de ældste dele af bymuren, er de yngre bymure relativt veldokumenterede.
I Stockholm har der været to middelalderbymure: en ældre og indre, der blev bygget i slutningen af 1200-tallet eller begyndelsen af 1300-tallet, og en nyere, der blev opført i 1400- og 1500-tallet. De yngre forsvarsværker mistede deres strategiske betydning i 1600-tallet, hvor kanoner var blevet udbredt, og de blev gradvist nedrevet. En lille del af den nordlige del af disse mure er bevaret på Helgeandsholmen i Medeltidsmuseet.